# M45

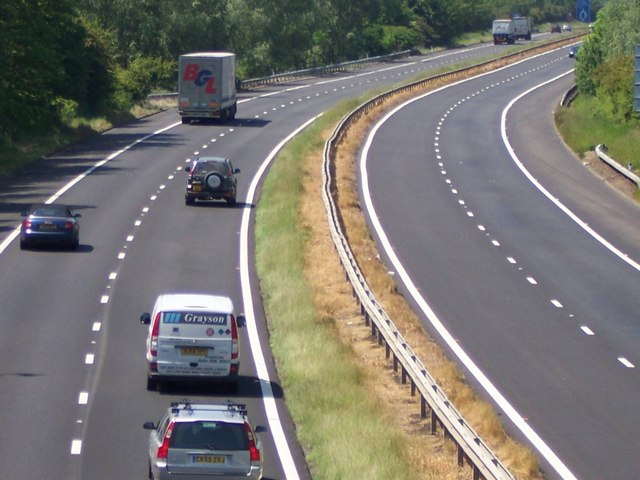
Trafik i rörelse över M45.

M45 är en motorväg i centrala England mellan M1 sydost om Rugby och A45 sydväst om Rugby. Den är enbart 16 kilometer lång. Motorvägen byggdes under 1950-talet för långväga trafik från M1 till Birmingham och vidare mot nordväst, men sedan M6 byggdes under 1970-talet har den främst haft lokal betydelse.

### Fotnoter
1. ↑  ”M45” (på engelska). Motorway Database. http://www.cbrd.co.uk/motorway/m45. Läst 12 april 2016.